# Pristimantis viridis
Pristimantis viridis es una especie de anfibio anuro de la familia Craugastoridae.

## Distribución
Esta especie es endémica del departamento de Antioquia en Colombia. Habita entre los 1480 y 1940 m sobre el nivel del mar en las laderas este y norte de la Cordillera Occidental.

## Taxonomía
Pristimantis viridis Valencia, Yánez-Muñoz, Betancourt-Yépez, Terán-Valdez y Guayasamín, 2011 nec Ruiz-Carranza, Lynch y Ardila-Robayo, 1997 es sinónimo de Pristimantis rufoviridis.

## Publicación original
- Ruíz-Carranza, Lynch & Ardila-Robayo, 1997 : Seis nuevas especies de Eleutherodacrylus Dumeril & Bibron, 1841 (Amphibia : Leptodactylidae) del norte de la Cordillera Occidental de Colombia. Revista de la Academia Colombiana de Ciencias Exactas Físicas y Naturales, vol. 21, n.º 79, p. 155-174[5]